# هاپلودیپلوئیدی
هاپلودیپلوئیدی (انگلیسی: Haplodiploidy) یک سیستم تعیین جنسیت است که در آن نرها از تخم‌های بارور نشده رشد می‌کنند و «هاپلوئید» هستند و ماده‌ها از تخم‌های بارور شده رشد می‌کنند و «دیپلوئید» هستند. هاپلودیپلوئیدی گاهی اوقات آرنوتوکی نامیده می‌شود.
هاپلوئید کیفیت سلول یا ارگانیسمی است که دارای یک سری کروموزوم است. موجوداتی که به صورت غیرجنسی تولید مثل می‌کنند هاپلوئید هستند.